# Llengües australianes
El terme llengua australiana designa un conjunt de llengües parlades en una extensió geogràfica determinada, i no una família lingüística pròpiament dita, ja que es refereix al conjunt d'idiomes autòctons (unes 200 llengües) parlats a Austràlia pels Aborígens australians i que poden agrupar-se en diverses famílies. Inclou els idiomes de petites illes adjacents a Austràlia, però no els de Tasmània.
Gairebé totes aquestes llengües es troben amenaçades per processos d'extinció a mesura que s'imposa l'anglès com a idioma de comunicació. Per fer-se una idea del desastre val a dir que tan sols 5 o 6 compten amb més de 1000 parlants i que pràcticament la meitat d'elles no són parlades per més de 10 a 20 persones. Cada any passen a la llista de llengües extintes un nombre important i creixent d'aquestes llengües. El nombre actual de llengües amb parlants són 220 de les quals 25 compten amb una única persona parlant (any 2008).
Es calcula que la llengua proto-australiana, de la qual derivarien totes les famílies i llengües australianes, es va parlar fins al IV mil·lenni aC, data en què comença a diferenciar-se.
No se sap el nombre exacte de llengües parlades a l'arribada, a finals del segle xviii, dels primers europeus, però es calcula que n'han desaparegut ja tres quartes parts.
Els caràcters lingüístics comuns a les llengües australianes són:
- Les vocals són escasses, gairebé sempre A, I, U.
- Les paraules compten, gairebé sempre, amb més d'una síl·laba.
- Els noms distingeixen tres números (singular, plural i dual). Sovint el plural es forma mitjançant reduplicació.
- No existeix la numeració més enllà del 3.
- Són idiomes amb casos gramaticals i un nombre reduït de fonemes. Els registres lingüístics adopten varietats extremes, de forma que s'empra una llengua o una altra en funció del tema o de la persona que hi ha davant.

## Famílies
Tot i que hi ha controvèrsia encara en la manera d'organitzar les diferents famílies australianes, la més generalment acceptada és la següent:
- Bunaban
- Daly
- Djamindjungan
- Djeragan
- Garawan
- Giimbiyu
- Gunwingguan
- Laragiyan
- Limilngan-Wulna
- Nyulnyulan
- Pama-Nyunga
- Tiwian
- Umbugarla-Ngumbur
- West Barkly
- Wororan
- Yiwaidjan

## Llengües
| Pama-Nyungan Laragiya Tiwian Bunaban Daly Limilngan-Wulna Djeragan Nyulnyulan |  | Wororan Djamindjungan West Barkly Yiwaidjan Giimbiyu Umbugarla-Ngumbur Gunwingguan Garawan |  |

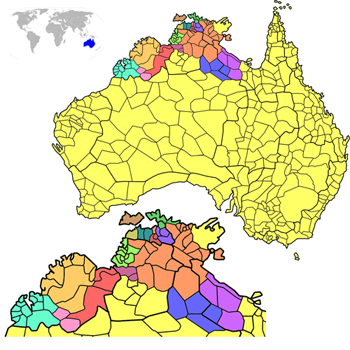
Els diferents colors representen diferents famílies de llengües:

Degut a la gran profusió de noms per a cada llengua convé adoptar un estàndard. En aquest cas se segueix el SIL.

### A
| Nom                 | Altres noms | Família      | Codi ISO 639-3 |
| ------------------- | --- | ------------ | -------------- |
| Adynyamathanha      | Wailpi, Wailbi, Waljbi, Wipie, Ad'n'amadana, Anjimatana, Anjiwatana, Archualda, Benbakanjamata, Binbarnja, Gadjnjamada, Jandali, Kanjimata, Keydnjmarda, Mardala, Nimalda, Nuralda, Unyamootha, Umbertana | Pama-Nyungan | adt            |
| Alawa               | Kallana, Leealowa | Gunwingguan  | alh            |
| Alngith             | | Pama-Nyungan | aid            |
| Alyawarr            | Alyawarra, Alyawarre, Aljawara, Iliaura, Yowera | Pama-Nyungan | aly            |
| Amarag              | Wureidbug, Amurag | Yiwaidjan    | amg            |
| Ami                 | Ame, Amijangal | Daly         | amy            |
| Anindilyakwa        | Aninhdhilyagwa, Andiljangwa, Andilyaugwa, Enindiljaugwa, Ingura, Wanindilyaugwa, Groote Eylandt, Enindhilyagwa                                                                                            | Gunwingguan  | aoi            |
| Anmatyerre          | Anmatjirra | Pama-Nyungan | amx            |
| Antakarinya         | Andagarinya | Pama-Nyungan | ant            |
| Arabana             | | Pama-Nyungan | ard            |
| Areba               | | Pama-Nyungan | aea            |
| Arrarnta occidental | Aranda, Arunta | Pama-Nyungan | are            |
| Arrernte oriental   | Eastern Aranda, Arunta | Pama-Nyungan | aer            |
| Atampaya            | | Pama-Nyungan | amz            |
| Ayabadhu            | | Pama-Nyungan | ayd            |

### B
| Nom          | Altres noms | Família      | Codi ISO 639-3 |
| ------------ | --- | ------------ | -------------- |
| Badimaya     | Widimaya, Parti-Maya                                                                                               | Pama-Nyungan | bia            |
| Bandjalang   | Bandjelang, Bogganger, Bundala, Gidabal, Yugumbe                                                                   | Pama-Nyungan | bdy            |
| Bandjigali   | Baarrundji, Barindji, Marrawarra, Maruara                                                                          | Pama-Nyungan | bcj            |
| Bardi        | Baadi, Bard, Baardi, Badi                                                                                          | Nyulnyulan   | bjb            |
| Barrow point | | Pama-Nyungan | bpt            |
| Bayungu      | Baiong, Baiung, Biong, Bajungu, Pajungu, Payungu, Giong, Mulgarnoo                                                 | Pama-Nyungan | bxj            |
| Bidyara      | Bidjara, Bitjara, Bithara                                                                                          | Pama-Nyungan | bym            |
| Bunaba       | Punapa, Bunuba | Bunaban      | bck            |
| Burarra      | Anbarra, Burada, Bureda, Burera, Gidjingaliya Gujingalia, Gujalabiya, Gun-Guragone, Barera, Bawera, Jikai, Tchikai | Gunwingguan  | bvr            |
| Burduna      | Buduna, Boordoona, Budina, Budoona, Purduna, Pinneegooroo, Poodena, Poordoona, Purduma                             | Pama-Nyungan | bxn            |

### D
| Nom            | Altres noms | Família       | Codi ISO 639-3 |
| -------------- | --- | ------------- | -------------- |
| Darling        | Kula, Baagandji, Southern Baagandji | Pama-Nyungan  | drl            |
| Dayi           | Dhay'yi, Dha'i | Pama-Nyungan  | dax            |
| Dhalandji      | Talandji, Dalandji, Dalendi, Djalendi, Tallainga, Talandi, Talaindji, Talangee, Taloinga, Thalanyji, Thalantji | Pama-Nyungan  | dhl            |
| Dhangu         | Dangu, Dhangu'mi, Djangu | Pama-Nyungan  | dhg            |
| Dhargari       | Targari, Dal'gari, Tarkarri, Thargari, Tharrgari, Tharrkari | Pama-Nyungan  | dhr            |
| Dhuwal         | Duala, Dual, Wulamba | Pama-Nyungan  | duj            |
| Dirari         | Dhirari | Pama-Nyungan  | dit            |
| Djambarrpuyngu | : Djambarbwingu, Jambapuing, Jambapuingo | Pama-Nyungan  | djr            |
| Djamindjung    | Jaminjung | Djamindjungan | djd            |
| Djangun        | Jangun Djanggun, Adho-Adhom, Butju, Chungki, Chunkumberries, Chunkunburra, Koko-Mudju, Mutyu, Ngaigungo, Koko-Tyankun | Pama-Nyungan  | djf            |
| Djauan         | Jawan, Adowen, Kumertuo, Jawony, Jawoyn | Gunwingguan   | djn            |
| Djawi          | | Nyulnyulan    | djw            |
| Djeebbana      | Ndjébbana, Gunavidji | Gunwingguan   | djj            |
| Djinang        | Jandijinung | Pama-Nyungan  | dji            |
| Djingili       | Djingulu, Jingali, Tjingilu, Chingalee, Djingila, Lee, Chunguloo, Tchingalee, Jingulu | West Barkly   | jig            |
| Djiwarli       | Djwarli, Tjiwarli, Thiin | Pama-Nyungan  | djl            |
| Dyaabugay      | Dyabugay, Tjapukai, Bulum-Bulum, Check-Cull, Chewlie, Djabugai, Hileman, Kodgotto, Kikonjunkulu, Kokonyungalo, Koko-Tjumbundji, Ngarlkajie, Orlow, Tjabakai-Thandji, Tjabogaijanji, Tjankir, Tjankun, Tjapunkandji, Tjunbundji | Pama-Nyungan  | dyy            |
| Dyaberdyaber   | Jabirr-Jabirr | Nyulnyulan    | dyb            |
| Dyangadi       | Djan-Gadi, Dainggati, Boorkutti, Burgadi, Dangadi, Dangati, Danggadi, Danggetti, Ghangatty, Tangetti, Thangatti, Thangatty | Pama-Nyungan  | dyn            |
| Dyirbal        | Djirubal | Pama-Nyungan  | dbl            |
| Dyugun         | Jukun | Nyulnyulan    | dyd            |

### E
| Nom  | Altres noms | Família  | Codi ISO 639-3 |
| ---- | ----------- | -------- | -------------- |
| Erre | Ere, Ari    | Giimbiyu | err            |

### F
| Nom             | Altres noms | Família      | Codi ISO 639-3 |
| --------------- | ----------- | ------------ | -------------- |
| Flinders Island | Yalgawarra  | Pama-Nyungan | fln            |

### G
| Nom          | Altres noms                                                                                | Família      | Codi ISO 639-3 |
| ------------ | ------------------------------------------------------------------------------------------ | ------------ | -------------- |
| Gadjerawang  | Gadjerong, Kajirrawung                                                                     | Djeragan     | gdh            |
| Gagadu       | Gaagudju, Kakdjuan, Kakdju, Kakadu, Abdedal, Abiddul, Kakakta                              | Gunwingguan  | gbu            |
| Gambera      | Gamberre, Gambre, Gamgre, Guwan, Kambera                                                   | Wororan      | gma            |
| Gamilaraay   | Camileroi, Gamilaroi, Kamilaroi                                                            | Pama-Nyungan | kld            |
| Ganggalida   | Kangkalita, Ganggalita, Jugula, Jakula, Yukala, Yukulta, Yugulda, Yokula                   | Pama-Nyungan | gcd            |
| Garawa       | Karawa, Leearrawa, Gaarwa, Garrwa                                                          | Garawa       | gbc            |
| Garig-ilgar  |                                                                                            | Yiwaidjan    | ilg            |
| Giyug        |                                                                                            | Daly         | giy            |
| Gooniyandi   | Guniyandi, Guniandi, Gunian, Kunian, Kuniyan, Guniyan, Guniyn, Kunan, Koneyandi, Konejandi | Bunaban      | gni            |
| Gudanji      | Kurdanji, Ngarnga                                                                          | West Barkly  | nji            |
| Gugadj       |                                                                                            | Pama-Nyungan | ggd            |
| Gugu Badhun  |                                                                                            | Pama-Nyungan | gdc            |
| Gugubera     | Kukubera, Koko Bera, Koko Pera, Berang, Paperyn, Kok Kaber                                 | Pama-Nyungan | kkp            |
| Guguyimidjir | Kukuyimidir, Koko Imudji, Gugu Yimijir, Guugu Yimithirr, Gugu-Yimidhirr                    | Pama-Nyungan | kky            |
| Gumatj       | Gomadj, Gumait, Gumaj                                                                      | Pama-Nyungan | gnn            |
| Gungabula    |                                                                                            | Pama-Nyungan | gyf            |
| Gunwinggu    | Gunawitji, Mayali, Kunwinjku, Gunwinjgu                                                    | Gunwingguan  | gup            |
| Gunya        |                                                                                            | Pama-Nyungan | gyy            |
| Gupapuyngu   | Gobabingo, Gubabwingu                                                                      | Pama-Nyungan | guf            |
| Guragone     | Gurrogone, Gurrgoni, Gorogone, Gun-Guragone, Gungorogone, Gunagoragone, Gutjertabia        | Gunwingguan  | gge            |
| Gurdjar      | Kurtjjar                                                                                   | Pama-Nyungan | gdj            |
| Gurinji      | Gurindji, Wurlayi                                                                          | Pama-Nyungan | gue            |
| Guwamu       |                                                                                            | Pama-Nyungan | gwu            |

### I
| Nom     | Altres noms                                                | Família   | Codi ISO 639-3 |
| ------- | ---------------------------------------------------------- | --------- | -------------- |
| Iwaidja | Iwaydja, Iwaidji, Ibadjo, Eiwaja, Jiwadja, Limba, Karadjee | Yiwaidjan | ibd            |

### J
| Nom      | Altres noms                 | Família      | Codi ISO 639-3 |
| -------- | --------------------------- | ------------ | -------------- |
| Jarnango | Yan-Nhangu, Nangu, Yanangu  | Pama-Nyungan | jay.           |
| Jaru     | Djaru, Jaroo, Tjaru, Wawari | Pama-Nyungan | ddj.           |

### K
| Nom           | Altres noms                                                                                                | Família      | Codi ISO 639-3 |
| ------------- | --- | ------------ | -------------- |
| Kala lagaw ya | Kala Yagaw Ya, Yagar Yagar, Mabuiag, Kala Lagau Langgus, Langus, Kala Lagaw                                | Pama-Nyungan | mwp            |
| Kamu          | Gamor | Daly         | xmu            |
| Kanju         | Kandju, Kaantyu, Gandju, Gandanju, Kamdhue, Kandyu, Kanyu, Karnu, Jabuda, Neogulada, Yaldiye-Ho            | Pama-Nyungan | kbe            |
| Karadjeri     | Karajarri, Karrajarri, Garadjiri, Garadyari, Guradjara, Gard'are                                           | Pama-Nyungan | gbd            |
| Kayardild     | Gajadilt, Gajardild, Gayadilt, Gayardild, Gayardilt, Kaiadilt, Malununda                                   | Pama-Nyungan | gyd            |
| Kaytetye      | Kaiditj, Kaititj, Gaididj                                                                                  | Pama-Nyungan | gbb            |
| Kitja         | Kija, Gidja, Kidja                                                                                         | Djeragan     | gia.           |
| Kokata        | Gugada, Kokitta, Koocatho, Koogurda, Kokatha, Kugurda, Kukata, Madutara, Maduwonga, Wanggamadu, Wongamardu | Pama-Nyungan | ktd.           |
| Kukatja       | Kukaja, Gugadja                                                                                            | Pama-Nyungan | kux            |
| Kuku-mangk    | Kugu-Mangk                                                                                                 | Pama-Nyungan | xmq            |
| Kuku-mu'inh   | Kugu-Mu'inh                                                                                                | Pama-Nyungan | xmp            |
| Kuku-muminh   | Kugu-Muminh, Wik Muminh, Wik-Mumin, Kugu                                                                   | Pama-Nyungan | xmh            |
| Kuku-ugbanh   | Kugu-Ugbanh                                                                                                | Pama-Nyungan | ugb            |
| Kuku-uwanh    | Kugu-Uwanh                                                                                                 | Pama-Nyungan | uwa            |
| Kuku-Yalanji  | Guguyalanji, Koko-Yalanji, Kuku-Yalangi                                                                    | Pama-Nyungan | gvn            |
| Kumbainggar   | Gumbaingari, Gumbaynggir, Kumbaingeri, Gambalamam, Baanbay                                                 | Pama-Nyungan | kgs            |
| Kunbarlang    | Gunbalang, Walang, Warlang, Gungalang, Gunbarlang                                                          | Gunwingguan  | wlg            |
| Kunggara      | Gunggara, Kunggera, Goom-Gharra                                                                            | Pama-Nyungan | kvs            |
| Kunggari      | Coongurri, Ungorri, Gungari, Gunggari                                                                      | Pama-Nyungan | kgl            |
| Kunjen        | Guguminjen, Kukumindjen                                                                                    | Pama-Nyungan | kjn            |
| Kurrama       | Kurama, Gurama, Karama, Korama                                                                             | Pama-Nyungan | vku            |
| Kuthant       | | Pama-Nyungan | xut            |
| Kuuku-Ya'u    | Ya'o, Koko-Ja'o, Kokoyao, Bagadji, Pakadji                                                                 | Pama-Nyungan | kuy            |
| Kwini         | Gwini, Gwiini, Cuini, Gunin, Wunambal, Goonan, Kunan                                                       | Wororan      | gww            |

### L
| Nom       | Altres noms                                    | Família      | Codi ISO 639-3 |     |
| --------- | ---------------------------------------------- | ------------ | -------------- | --- |
| Lamu-lamu | Lamulamul, Lamalama, Lama-Lama, Mba Rumbathama | Pama-Nyungan | lby            |     |
| Laragia   | Larakia, Larakiya, Laragiya, Gulumirrgin       | Laragiyan    | lrg            |     |
| Lardil    | Ladil, Lardill, Laierdila, Kunana              | Pama-Nyungan | lrg            |     |
| Limilngan | Manadja, Minitji                               | Limilngan    |                | lmc |

### M
| Nom               | Altres Noms | Família      | Codi ISO 639-3 |
| ----------------- | --- | ------------ | -------------- |
| Madngele          | Matngala, Matngele, Warat, Madngela, Maangella, Mandella, Muttangulla                                                     | Daly         | zml            |
| Manda             | | Daly         | zma            |
| Mandandanyi       | Mandandanjnjdji | Pama-Nyungan | zmk            |
| Mangarayi         | Mungerry, Mangarai, Manggarai, Mungarai, Mangarrayi, Ngarrabadji                                                          | Gunwingguan  | mpc            |
| Mangerr           | Mengerrdji, Mangerei, Mennagi, Mangeri, Giimbiyu                                                                          | Giimbiyu     | zme            |
| Mara              | Leelalwarra, Leelawarra, Mala, Marra                                                                                      | Gunwingguan  | mec            |
| Maranunggu        | Merranunggu, Emmi, Warrgat                                                                                                | Daly         | zmr            |
| Margany           | Marrganj | Pama-Nyungan | zmc            |
| Margu             | Ajokoot, Jaako, Terutong, Terrutong, Marrgu, Raffles Bay, Croker Island, Yaako, Yako                                      | Yiwaidjan    | mhg            |
| Maridan           | Meradan | Daly         | zmd            |
| Mpakwithi         | Maretyabin, Maridyerbin, Maredyerbin                                                                                      | Daly         | zmj            |
| Marimanindji      | Maramarandji, Maramanandji, Marimanindu, Murinmanindji, Marramaninjsji                                                    | Daly         | zmm            |
| Maringarr         | Marenggar, Maringa | Daly         | zmt            |
| Marithiel         | Maridhiyel, Marithiyel, Marrithiyel, Maridhiel, "Brinken", "Bringen", Berringen                                           | Daly         | mfr            |
| Mariyedi          | | Daly         | zmy            |
| Marti Ke          | Magati-Ge, Magadige, Mati Ke, Magati Gair                                                                                 | Daly         | zmg            |
| Martu Wangka      | Mardo, Targudi | Pama-Nyungan | mpj            |
| Martuyhunira      | Martuthunira | Pama-Nyungan | vma            |
| Maung             | Gunmarung, Mawung, Gun-Marung                                                                                             | Yiwaidjan    | zmy            |
| Mayaguduna        | Mayi-Kutuna | Pama-Nyungan | xmy            |
| Mbabaram          | Mbara | Pama-Nyungan | vmb            |
| Mbariman-Gudhinma | Rimang-Gudinhma | Pama-Nyungan | zmv            |
| Miriwung          | Mirung, Merong, Miriwun, Miriwoong                                                                                        | Djeragan     | mep            |
| Miwa              | Bagu | Wororan      | vmi            |
| Mudbura           | Mudburra, Karranga, Pinkangama                                                                                            | Pama-Nyungan | mwd            |
| Mullukmulluk      | Malak-Malak, Malagmalag, Ngolak-Wonga, Nguluwongga                                                                        | Daly         | mpb            |
| Muluridyi         | Binjara, Kokomoloroij, Kokomoloroitji, Kookanoona, Molloroidyi, Mooloroiji, Mularitchee, Mullridgey, Mulurutji, Waluridji | Pama-Nyungan | vmu            |
| Murrinh-Patha     | Murinbada, Murinbata, Garama                                                                                              | Daly         | mwf            |
| Muruwari          | Murawari, Muruwarri | Pama-Nyungan | zmu            |

### N
| Nom              | Altres noms                                                                                     | Família       | Codi ISO 639-3 |
| ---------------- | ----------------------------------------------------------------------------------------------- | ------------- | -------------- |
| Nakara           | Kokori, Nagara, Nakkara                                                                         | Gunwingguan   | nck            |
| Nangikurrunggurr | Ngenkikurrunggur, Ngangikarangurr, Ngankikurrunkurr, Nangikurunggurr                            | Daly          | nam            |
| Ngaanyatjarra    | Nyanganyatjara, Ngaanyatjara, Ngaanjatjarra                                                     | Pama-Nyungan  | ntj            |
| Ngadjunmaya      | Badonjunga, Bardojunga, Ngadju, Ngadjunmaia, Ngadjumaja, Ngatjumay, Ngatju, Tchaakalaaga        | Pama-Nyungan  | nju            |
| Ngalakan         | Hongalla, Ngalangan                                                                             | Gunwingguan   | nig            |
| Ngalkbun         | Ngalkbon, Dalabon, Buin, Boun, Buan, Bouin, Buwan, Gundangbon, Ngalabon, Nalabon, Dangbon       | Gunwingguan   | ngk            |
| Ngamini          | Yarluyandji, Karangura                                                                          | Pama-Nyungan  | nmv            |
| Ngarinman        | Airiman, Hainman, Ngaiman, Ngrarmun                                                             | Pama-Nyungan  | nbj            |
| Ngarinyin        | Ngarinjin, Ungarinjin, Ungarinyin                                                               | Wororan       | ung            |
| Ngarla           |                                                                                                 | Pama-Nyungan  | nlr            |
| Ngarluma         | Ngaluma, Gnalouma, Gnalluma, Ngallooma                                                          | Pama-Nyungan  | nrl            |
| Ngawun           |                                                                                                 | Pama-Nyungan  | nxn            |
| Ngura            |                                                                                                 | Pama-Nyungan  | nbx            |
| Ngurmbur         | Ngormbur, Gnormbur, Gnumbu, Koarnbut, Ngumbur, Oormbur                                          | Umbugarla     | nrx            |
| Nhuwala          |                                                                                                 | Pama-Nyungan  | nhf            |
| Nijadali         | Njijapali, Nyiypali, Nyiyabali, Bailko, Balygu, Palyku, Paljgu, Balgu, Jauna                    | Pama-Nyungan  | nad            |
| Nimanbur         | Nimanburru                                                                                      | Nyulnyulan    | nmp            |
| Nungali          |                                                                                                 | Djamindjungan | nug            |
| Nunggubuyu       | Nunggubuju, Wubuy, Yingkwira                                                                    | Gunwingguan   | nuy            |
| Nyamal           | Gnamo, Namel, Njamal, Njamarl, Nyamel                                                           | Pama-Nyungan  | nly            |
| Nyangga          | Janga, Jangaa, Jangga, Njangga, Yanggal, Jang-Kala, Njanggala, Yangkaal, Yangarella, Yuckamurri | Pama-Nyungan  | nny            |
| Nyangumarta      | Nyangumarda, Nyangumata                                                                         | Pama-Nyungan  | nna            |
| Nyawaygi         | Nawagi                                                                                          | Pama-Nyungan  | nyt            |
| Nyigina          | Nyikina, Njigina                                                                                | Nyulnyulan    | nhy            |
| Nyulnyul         |                                                                                                 | Nyulnyulan    | nyv            |

### P
| Nom             | Altres noms                                                       | Família      | Codi ISO 639-3 |
| --------------- | ----------------------------------------------------------------- | ------------ | -------------- |
| Pakanha         | Bakanha                                                           | Pama-Nyungan | pkn            |
| Panytyima       | Pandjima, Panjtjima, Bandjima, Panjima, Panyjima, Banjima         | Pama-Nyungan | pnw            |
| Pini            | Piniritjara, Pirniritjara, Bini, Birni                            | Pama-Nyungan | pii            |
| Pinigura        | Binigura, Pinikura                                                | Pama-Nyungan | pnv            |
| Pintiini        | Pindiini, Wangada, Wanggaji, Wangkatja, Wonga, Wongai-I, Wonggaii | Pama-Nyungan | pti            |
| Pintupi-Luritja | Pintubi, Binddibu, Loridja                                        | Pama-Nyungan | piu.           |
| Pitjantjatjara  | Pitjantjara                                                       | Pama-Nyungan | pjt            |
| Pitta Pitta     | Pita Pita, Pitha-Pitha, Bidhabidha, Bida-Bida                     | Pama-Nyungan | pit            |

### R
| Nom        | Altres noms                                                              | Família      | Codi ISO 639-3 |
| ---------- | ------------------------------------------------------------------------ | ------------ | -------------- |
| Rembarunga | Rembarranga, Rembarrnga, Rainbargo, Kaltuy                               | Gunwingguan  | rmb            |
| Ritarungo  | Ritarnugu, Ritharngu, Ridharrngu, Ritharrngu, Ridarngo, Wagelak, Wawilag | Pama-Nyungan | rit            |

### T
| Nom      | Altres noms                                                                                        | Família      | Codi ISO 639-3 |
| -------- | -------------------------------------------------------------------------------------------------- | ------------ | -------------- |
| Thayore  | Kuuk Thaayoore, Kuuk Thaayorre, Thaayore, Thayorre, Taior, Gugudayor, Kuktayor, Kukudayore, Behran | Pama-Nyungan | thd            |
| Thaypan  | Kuku-Thaypan                                                                                       | Pama-Nyungan | typ            |
| Tiwi     | | Tiwi         | tiw            |
| Tyaraity | Dyeraidy, Daktjerat, Tjerait, Djeradj, Djerag, Kuwema                                              | Daly         | woa            |

### U
| Nom        | Altres noms         | Família      | Codi ISO 639-3 |
| ---------- | ------------------- | ------------ | -------------- |
| Umbindhamu |                     | Pama-Nyungan | umd            |
| Umbugarla  | Mbakarla            | Umbugarla    | umr            |
| Umbuygamu  | Moroba-Lama         | Pama-Nyungan | umg            |
| Umpila     |                     | Pama-Nyungan | ump            |
| Uradhi     |                     | Pama-Nyungan | urf            |
| Urningangg | Uningangk, Wuningak | Giimbiyu     | urc            |

### W
| Nom                    | Altres noms | Família      | Codi ISO 639-3 |
| ---------------------- | --- | ------------ | -------------- |
| Wadjiginy              | Wogaity, Wagaydy | Daly         | wdj            |
| Wadjigu                | | Pama-Nyungan | wdu            |
| Wagaya                 | Wakaya, Waagai, Waagi, Wagai, Wagaja, Waggaia, Wakaja, Wakkaja, Warkya, Worgai, Worgaia, Workia, Leewakya, Ukkia                                                                           | Pama-Nyungan | wga            |
| Wageman                | Wogeman, Wakiman, | Gunwingguan  | waq            |
| Wajarri                | Watjari, Watjarri, Wadjari, Wadjeri | Pama-Nyungan | wbv            |
| Wakawaka               | Wakka, Waga, Wagawaga, Waga-Waga, Enibura, Nukunukubara | Pama-Nyungan | wkw            |
| Walmajarri             | Walmatjari, Walmatjiri, Walmajiri, Wolmeri, Pililuna | Pama-Nyungan | wmt            |
| Wambaya                | Wambaia, Wambaja, Wombya, Wom-By-A, Umbaia, Yumpia | West Barkly  | wmb            |
| Wamin                  | Agwamin | Pama-Nyungan | wmi            |
| Wangaaybuwan-Ngiyambaa | | Pama-Nyungan | wyb            |
| Wanggamala             | | Pama-Nyungan | wnm            |
| Wangganguru            | | Pama-Nyungan | wgg            |
| Wanman                 | Warnman, Nanidjara, Nyaani | Pama-Nyungan | wbt            |
| Waray                  | Warray, Warrai, Arwur, Awarai, Awarra | Gunwingguan  | wrz            |
| Wardaman               | Wadaman, Waderman, Waduman, Warda'man, Warduman, Wartaman, Wardman, Wordaman | Gunwingguan  | wrr            |
| Warlmanpa              | Walmala | Pama-Nyungan | wrl            |
| Warlpiri               | Walbiri, Elpira, Ilpara, Wailbri, Walpiri, Walmama, Ngaliya, Ngardilpa | Pama-Nyungan | wbp            |
| Warluwara              | Maula, Mauula, Mawula, Walookera, Walugera, Waluwara, Wollegara, Yunnalinka, Kapula, Parnkarra                                                                                             | Pama-Nyungan | wrb            |
| Warrgamay              | Biyay | Pama-Nyungan | wgy            |
| Warrwa                 | Warwa, Warrawai | Nyulnyulan   | wwr            |
| Warumungu              | Warramunga | Pama-Nyungan | wrm            |
| Warungu                | Warrungu, Gugu-Badhun, Gudjala | Pama-Nyungan | wrg            |
| Wikalkan               | Wikngatara, Wik-Ngathara, Wik-Ngathrr, Wik-Ngatharra | Pama-Nyungan | wik            |
| Wik-Epa                | Wik-Ep | Pama-Nyungan | wie            |
| Wik-Iiyanh             | | Pama-Nyungan | wij            |
| Wik-Keyangan           | | Pama-Nyungan | wif            |
| Wik-Me'anha            | Wik-Em'an | Pama-Nyungan | wih            |
| Wik-Mungkan            | Wik-Munkan, Wik-Mungkhn, Munkan | Pama-Nyungan | wim            |
| Wik-Ngathana           | | Pama-Nyungan | wig            |
| Wikngenchera           | Ngandjara, Nantjara, Ngantjeri, Wik-Nantjara, Wik Njinturawik-Nganhcara | Pama-Nyungan | wua            |
| Wilawila               | Wila-Wila | Wororan      | wil            |
| Wiradhuri              | Wiradhurri, Wiradjuri, Berrembeel, Warandgeri, Werogery, Wiiratheri, Wira-Athoree, Wiraduri, Wirajeree, Wirashuri, Wiratheri, Wirracharee, Wiraidyuri, Wirrai'yarrai, Wooragurie, Wordjerg | Pama-Nyungan | wrh            |
| Wirangu                | Nhawu, Njangga, Nyangga, Warrangoo, Wirongu, Wironguwongga, Wirrung, Wirrunga | Pama-Nyungan | wiw            |
| Worora                 | Worrorra | Worora       | unp            |
| Wulna                  | | Limilngan    | wux            |
| Wunambal               | Unambal, Wumnabal, Wunambullu, Yeidji, Yeithi, Jeidji, Jeithi | Worora       | wub            |

### Y
| Nom             | Altres noms | Família      | Codi ISO 639-3 |
| --------------- | --- | ------------ | -------------- |
| Yandruwandha    | Yandrruwantha | Pama-Nyungan | ynd            |
| Yankunytjatjara | Yankunjtjatjarra, Yankuntatjara, Jangkundjara, Kulpantja | Pama-Nyungan | kdd            |
| Yanyuwa         | Yanyula, Janjula, Anyula, Wadiri, Yanula, Aniula, Anula, Leeanuwa | Pama-Nyungan | jao            |
| Yawarawarga     | | Pama-Nyungan | yww            |
| Yawuru          | Jaudjibara, Jawdjibaia, Jawdjibara, Yaudjibara, Yaudijbaia, Yawjibara, Jawadjag, Winjawindjagu | Nyulnyulan   | ywr            |
| Yidiny          | Yidini, Idinji, Boolboora, Deba, Eneby, Gerrah, Gijow, Gillah, Guwamal, Idin Idindji, Idin-Wudjar, Indindji, Jidindji, Kitba, Maimbie, Mungera Ohalo, Pegullo-Bura, Warra-Warra, Warryboora, Woggil, Yetinji, Yiddinji, Yidin, Yidindji, Yitintyi, Yukkaburra | Pama-Nyungan | yii            |
| Yindjibarndi    | Injdjiladji, Bularnu, Dhidhanu | Pama-Nyungan | ywr            |
| Yinggarda       | Inggarda, Ingara, Ingarda, Ingarra, Ingarrah, Inparra, Jinggarda, Yingkarta, Kakarakala | Pama-Nyungan | yia            |
| Yir yoront      | Yir Yiront, Jir Joront, Gwandera, Kokomindjen, Mandjoen, Millera, Mind'jana, Mundjun, Myunduno | Pama-Nyungan | yiy            |